# 圣克里斯托夫-多迪尼库尔
圣克里斯托夫-多迪尼库尔（法語：Saint-Christophe-Dodinicourt，法語發音：[sɛ̃ kʁistɔf dɔdinikuʁ]）是法国奥布省的一个市镇，属于奥布河畔巴尔区。

## 地理
圣克里斯托夫-多迪尼库尔（48°26'20"N, 4°28'12"E）面积4.87 平方千米，位于法国大東部大區奥布省，该省份为法国中北部省份，北起马恩省，西接塞纳-马恩省，西南至约讷省，东南至科多尔省，东临上马恩省。

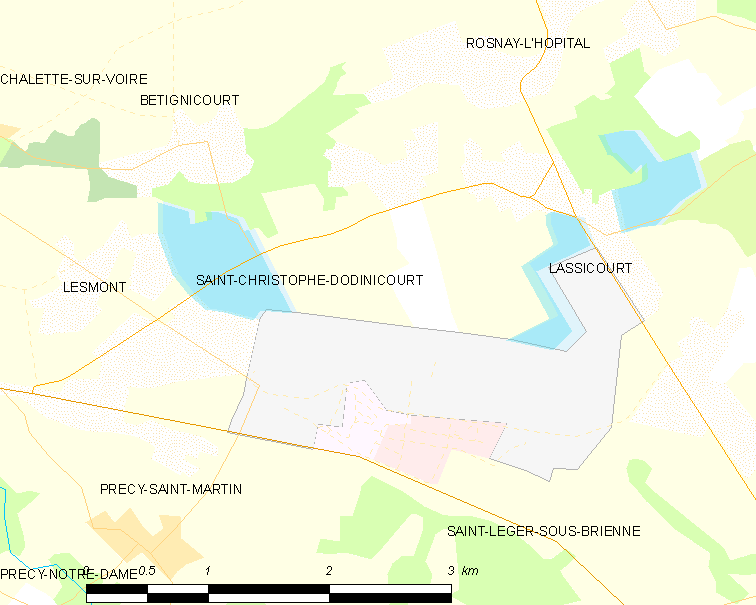
圣克里斯托夫-多迪尼库尔的OSM定位图

与圣克里斯托夫-多迪尼库尔接壤的市镇（或旧市镇、城区）包括：贝蒂尼库尔、拉西库尔、莱斯蒙、普雷西圣马尔坦、罗奈洛皮塔勒、圣莱热苏布列讷。
圣克里斯托夫-多迪尼库尔的时区为UTC+01:00、UTC+02:00（夏令时）。

## 行政
圣克里斯托夫-多迪尼库尔的邮政编码为10500，INSEE市镇编码为10337。

## 政治
圣克里斯托夫-多迪尼库尔所属的省级选区为布列讷堡县。

## 人口
圣克里斯托夫-多迪尼库尔于2022年1月1日时的人口数量为32人。

1962-2008年间圣克里斯托夫-多迪尼库尔人口变化图示